# Yevgeniy Klopotskiy
Yevgeniy Klopotskiy (tiếng Belarus: Яўген Клапоцкi; tiếng Nga: Евгений Клопоцкий; sinh 12 tháng 8 năm 1993) là một cầu thủ bóng đá Belarus. Tính đến năm 2018, anh thi đấu cho Vitebsk.

## Sự nghiệp quốc tế
Anh được triệu tập vào đội hình Belarus tham gia vòng loại Cúp bóng đá thế giới 2018 trước Pháp vào tháng 9 năm 2016.

## Danh hiệu
Torpedo-BelAZ Zhodino
- Vô địch Cúp bóng đá Belarus: 2015–16